# Provadia
Provadia (en búlgaro: Провадия) es una ciudad de Bulgaria en la provincia de Varna.

## Geografía
Se encuentra a una altitud de 38 m s. n. m. a 409 km de la capital nacional, Sofía.

## Patrimonio histórico
En las afueras de la ciudad, se encuentra el valioso yacimiento arqueológico de Solnitsata, de la época neolítica.

## Demografía
Según estimación 2012 contaba con una población de 12 956 habitantes.
|         | 2004   | 2005   | 2006   | 2007   | 2008   | 2009   | 2010   |
| Mujeres | 7 143  | 7 063  | 6 959  | 6 821  | 6 719  | 6 656  | 6 567  |
| Varones | 6 706  | 6 591  | 6 526  | 6 400  | 6 311  | 6 245  | 6 199  |
| Total   | 13 849 | 13 654 | 13 485 | 13 221 | 13 030 | 12 901 | 12 766 |